# Discodermia kiiensis
Discodermia kiiensis är en svampdjursart som beskrevs av Kazuo Hoshino 1977. Discodermia kiiensis ingår i släktet Discodermia och familjen Theonellidae.
Artens utbredningsområde är havet kring Japan. Inga underarter finns listade i Catalogue of Life.